# Juozas Olekas
Juozas Olekas (ur. 30 października 1955 w m. Bolszoj Ungut w Kraju Krasnojarskim) – litewski polityk, lekarz, działacz społeczny, minister zdrowia w latach 1990–1992 i 2003–2004, od 2006 do 2008 oraz od 2012 do 2016 minister obrony, deputowany do Parlamentu Europejskiego IX kadencji.

## Życiorys
Urodził się w rodzinie litewskiej zesłanej do Kraju Krasnojarskiego. W 1980 ukończył studia medyczne na Uniwersytecie Wileńskim. W 1987 uzyskał stopień doktora nauk medycznych. W latach 1980–1990 pracował w wileńskim szpitalu klinicznym, a w latach 1982–1989 był starszym pracownikiem naukowym w laboratorium mikrochirurgii Uniwersytetu Wileńskiego.
Działacz organizacji społecznych, m.in. od 1988 prezydent międzynarodowego stowarzyszenia mikrochirurgii, w latach 1993–1996 prezydent bałtyckiego instytutu zdrowia społecznego, w latach 1996–2000 wiceprzewodniczący litewskiego komitetu UNICEF. Członek wileńskiego klubu rotariańskiego od 1990. Zasiadał w redakcjach czasopism medycznych.
Od 1988 był zaangażowany w działalność Sąjūdisu. W 1989 został wybrany na Zjazd Deputowanych Ludowych ZSRR. W latach 1989–1990 był delegatem Litewskiej SRR do Rady Najwyższej ZSRR. Od 1990 do 1992 pełnił funkcję ministra zdrowia w czterech kolejnych gabinetach niepodległej Litwy.
W 1992 powrócił do zawodu lekarza. Przez rok był starszym pracownikiem naukowym Kliniki Chirurgii Plastycznej Uniwersytetu Wileńskiego, a następnie kierownikiem oddziału chirurgii plastycznej i traumatologii szpitala klinicznego w Wilnie. Od 1994 do 1997 pełnił funkcję naczelnego lekarza w szpitalu uniwersyteckim "Žalgiris". W latach 1994–1999 pracował na stanowisku asystenta, a od 1999 na stanowisku docenta w klinice stomatologii wydziału medycznego Uniwersytetu Wileńskiego. Do 2004 był wykładowcą tego uniwersytetu.
Od 1989 członek Litewskiej Partii Socjaldemokratycznej (LSDP). W latach 1999–2003 był jej wiceprzewodniczącym. W 1996 zasiadł w Sejmie, uzyskiwał reelekcję w 2000 i 2004. W latach 1996–2000 był zastępcą lidera frakcji parlamentarnej LSDP, a od 2001 do 2003 liderem frakcji Koalicji Socjaldemokratycznej (LSDP-LDDP-LRS). W latach 2004–2006 pełnił funkcję przewodniczącego frakcji LSDP.
Od 2003 do 2004 sprawował urząd ministra zdrowia w rządzie Algirdasa Brazauskasa. 18 lipca 2006 objął stanowisko ministra obrony w rządzie Gediminasa Kirkilasa. W wyborach parlamentarnych w 2008 ponownie uzyskał mandat deputowanego z listy partyjnej socjaldemokratów. 9 grudnia tego samego roku zakończył urzędowanie na stanowisku ministra. W 2012 po raz kolejny został wybrany do Sejmu.
13 grudnia 2012 powrócił na urząd ministra obrony w rządzie Algirdasa Butkevičiusa. W 2016 utrzymał mandat deputowanego na następną kadencję. 13 grudnia 2016 zakończył pełnienie funkcji rządowej.
W 2019 został natomiast wybrany do PE IX kadencji, w którym zasiadał do 2024. W tym samym roku po raz kolejny uzyskał mandat posła na Sejm.